# اس‌اس لوان
اس‌اس لوان (به انگلیسی: SS Iowan) یک کشتی بود که طول آن ۴۰۷ فوت ۷ اینچ (۱۲۴٫۲۳ متر) بود. این کشتی در سال ۱۹۱۴ ساخته شد.